# 宣化县 (广西省)
宣化县，中国古旧县名。
隋朝开皇十八年（598年）改晋兴县置，治所在今广西壮族自治区南宁市邕宁区邕江南岸地区。属鬱林郡。唐朝时为邕州、朗宁郡治。北宋皇祐中徙治邕江北，即今南宁市青秀区邕江北岸地区。元朝时为南宁路治。明、清为南宁府治。1912年废宣化县入南宁府。1913年废南宁府置南宁县，1914年改称邕宁县。